# Astronautika u 1977.
◄◄ | ◄ | 1974. | 1975. | 1976. | 1977.  | 1978. | 1979. | 1980. | ► | ►►
Arhitektura • Astronautika • Astronomija • Biologija • Film • Fotografija • Glazba • Kazalište • Kemija • Kiparstvo • Knjige • Književnost • Kršćanstvo • Meteorologija • Medicina • Planinarstvo • Politika • Pravo • Promet • Slikarstvo • Strip • Šport • Televizija • Znanost • Zrakoplovstvo • Željeznički promet
Astronautika u 1977.

## Svemirske letjelice

### Letovi prema Mjesecu i tijelima Sunčevog sustava
- 20. kolovoza – lansiran Voyager 2
- 5. rujna – lansiran Voyager 1

## Vanjske poveznice
|  | Zajednički poslužitelj ima još gradiva o temi Svemirski letovi u 1977. |